# Nikoličevo
Nikoličevo (en serbe cyrillique : Николичево) est un village de Serbie situé sur le territoire de la ville de Zaječar, district de Zaječar. Au recensement de 2011, il comptait 708 habitants.

## Démographie

### Évolution historique de la population
| 1948  | 1953  | 1961  | 1971  | 1981  | 1991  | 2002 | 2011 |
| ----- | ----- | ----- | ----- | ----- | ----- | ---- | ---- |
| 1 337 | 1 371 | 1 347 | 1 354 | 1 226 | 1 061 | 833  | 708  |

|  |